# Игуманија Серафима (Михаиловић)
Серафима Михаиловић (Лукавац, код Ваљева, 10. март 1917 — Манастир Копорин, 25. децембар 1995) била је монахиња Српске православне цркве и старешина Манастира Копорин.

## Биографија
Игуманија Серафима (Михаиловић) рођена је 10. марта 1917. године од побожних родитеља у Лукавцу, код Ваљева.
Промислом божијим 5. јула 1947. године долази у Манастир Ћелије код Ваљева, код свог духовног оца архимандрита Јустина Поповића. Замонашена је 22. септембра 1950. године у Манастиру Ћелије од стране оца Јустина, добивши монашком име Серафима.
Благословом епископа пожаревачко-браничевскога Венијамина Таушановића, 6. новембара 1950. године постављена је за игуманију Манастира Копорина код Велике Плане где је остала 45 година.
Упокојила се у Господу 25. децембра 1995. године у Манастиру Копорину, сахрањена је у порти манастира.